# Husni az-Za'im

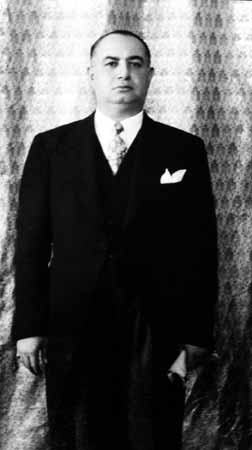
Husni az-Za'im, um 1949

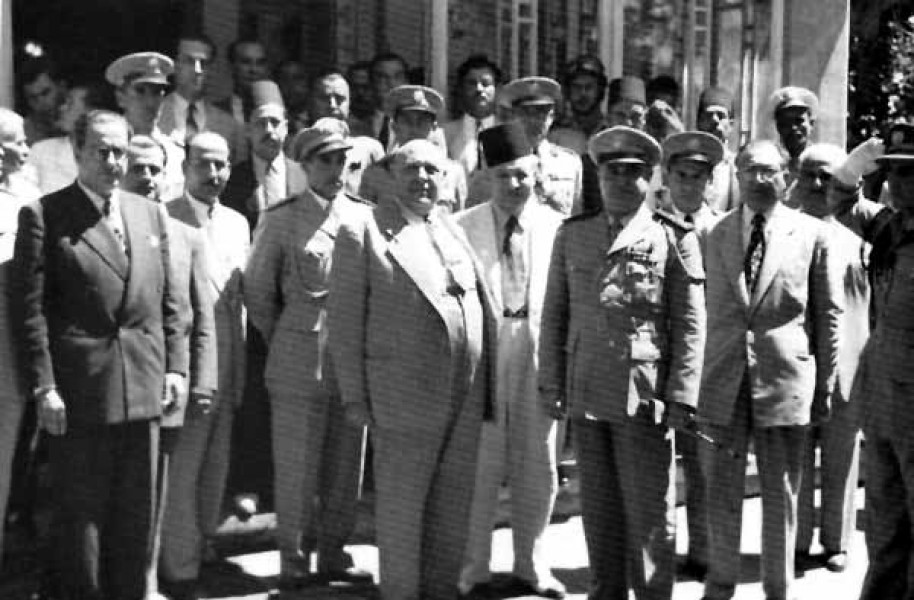
Syrisch-Libanesischer Gipfel Juli 1949. Von links: Muhsin al-Barazi, Husni az-Za'im, Riad as-Solh und Béchara el-Khoury

Husni az-Za'im (arabisch حسني الزعيم, DMG Ḥusnī az-Zaʿīm; * 1897 in Aleppo; † 14. August 1949 bei Damaskus) war ein syrischer Militär und Politiker zur Zeit der Syrischen Republik.

## Leben
Husni az-Za'im wurde als Untertan des osmanischen Sultans geboren. Er war ein Mitglied der syrischen Minderheit der Kurden. Er trat in die Armee ein und brachte es zum Offizier in der osmanischen Armee. Nachdem Frankreich in der Zeit nach dem Ersten Weltkrieg das Völkerbundmandat für Syrien und Libanon umgesetzt hatte, wurde er Offizier in der französischen Armee. Nach Syriens Unabhängigkeit wurde er Chef des Generalstabs und führte die Streitkräfte Syriens 1948 in den Krieg gegen Israel. Die Niederlage der Araber in diesem Krieg schockierte Syrien und unterminierte das Vertrauen in das parlamentarische Regierungssystem des Landes.
Am 11. April 1949 setzte az-Za'im in einem unblutigen Putsch den syrischen Präsidenten Schukri al-Quwatli ab, der kurzfristig inhaftiert wurde und dann nach Ägypten ins Exil geschickt wurde. Der Staatsstreich war mit der Zustimmung durch die Botschaft der Vereinigten Staaten und unterstützt von der CIA durchgeführt und womöglich durch die Syrische Soziale Nationalistische Partei gefördert worden, obwohl von az-Za'im eine Mitgliedschaft nicht bekannt war. Unter den Offizieren, die bei az-Za'ims assistierten, waren Adib asch-Schischakli und Sami al-Hinnawi, die beide später militärische Führer des Landes wurden.
Al-Za'ims Machtübernahme war der erste militärische Staatsstreich in Syrien. Er ersparte ihm die eingeleitete parlamentarische Untersuchung der Kriegsniederlage. David Ben-Gurion teilte er mit, dass Syrien bereit sei, 350.000 palästinensische Vertriebene der Nakba aufzunehmen. Die zerbrechliche Demokratie des Landes wurde erschüttert. Eine Reihe von Militärrevolten kam in Gang. Zwei weitere folgten bereits im Jahr 1949.
Obwohl seine Herrschaft relativ milde war – keine politischen Gegner wurden exekutiert –, machte sich az-Za'im bald Feinde. Er war ein strenger Gegner einer Militärverwaltung. Seine Politik des Säkularismus und das Inaussichtstellen einer weiblichen Gleichberechtigung durch das Zugeständnis des Wahlrechts dafür, dass sie auf die Verschleierung verzichteten, rief die Ablehnung der muslimischen Religionsführer hervor. Das Frauenwahlrecht wurde erst während der dritten zivilen Regierung von Haschim Chalid al-Atassi eingeführt. Steigende Steuern brachten auch die Geschäftsleute gegen ihn auf, und die arabischen Nationalisten waren immer noch unzufrieden über die Unterzeichnung des Waffenstillstandsabkommen von 1949 mit Israel und seine Vertragsabschlüsse mit amerikanischen Mineralölunternehmen. Schließlich wurde der Bau der transarabischen Pipeline von den USA favorisiert.
Nachdem er in der Bevölkerung keinen Rückhalt mehr hatte, wurde az-Za'im nach nur viereinhalb Monaten von seinen Gefolgsleuten Adib asch-Schischakli und Sami al-Hinnawi entmachtet. Als al-Hinnawi die Macht als Führer einer Junta ergriff, wurde Husni az-Za'im gefangengesetzt und dann zusammen mit Ministerpräsident Muhsin al-Barazi im Mezze-Gefängnis hingerichtet.